# 莫里斯·艾格
莫里斯·达内尔·艾格（英語：Maurice Darnell Ager，1984年2月9日—），美国NBA联盟职业篮球运动员。他在2006年的NBA选秀中第1轮第28顺位被达拉斯小牛选中。
艾格還身為一名音樂製作人，2013年，一首 Far From Home 獲得葛萊美獎。